# Montipora tenuicaulis
Montipora tenuicaulis is een rifkoralensoort uit de familie van de Acroporidae. De wetenschappelijke naam van de soort is voor het eerst geldig gepubliceerd in 1907 door Vaughan.